# Chant d'hiver
Pour plus de détails, voir Fiche technique et Distribution.
Chant d'hiver est un film français réalisé par Otar Iosseliani, sorti en 2015,.

## Fiche technique
- Titre français : Chant d'hiver
- Réalisation : Otar Iosseliani
- Scénario : Otar Iosseliani
- Pays d'origine :  France
- Format : couleur - 35 mm
- Genre : comédie dramatique
- Durée : 117 minutes
- Date de sortie :
  -  France : 25 novembre 2015

## Distribution
- Rufus : la concierge[3]
- Amiran Amiranashvili : l'anthropologue
- Mathias Jung : le préfet
- Enrico Ghezzi : le baron
- Mathieu Amalric : Bâtisseur
- Altinaï Petrovitch-Njegosh : la fille frivole
- Sarah Brannens : la voisine
- Samantha Mialet : l'émigrée
- Fiona Monbet : la violoniste
- Baptiste Blanchet : un voleur
- Claudine Acs : la comtesse
- Josef Roumanet-Monbellet : l'enfant
- Pierre Étaix : le marquis-clochard
- Tony Gatlif : le truand
- Lateuliere Manon : Voleuse 1
- Guerin Melanie : Voleuse 2